# Церковь Димитрия Прилуцкого на Наволоке
Це́рковь Дими́трия Прилу́цкого на На́волоке (полное название — Церковь святого Димитрия Чудотворца, что на Наволоке) — православный храм в Вологде, возведённый в 1651 году, одна из первых каменных церквей Вологды. В церкви сохранились фрески начала XVIII века. Название закрепилось за комплексом из собственно холодной пятиглавой церкви Димитрия Прилуцкого и тёплой одноглавой Успенской церкви с колокольней, которые стоят вплотную друг к другу на низком берегу реки Вологды («на́волоке»).

## История
Постройку церкви связывают с событиями, описанными в житии Димитрия Прилуцкого. Хозяин дома, где останавливался Димитрий летом 1371 года (по другим сведениям 1378), увековековечив память об этом событии, соорудил рядом со своим домом деревянную часовню. После причисления в XV веке Димитрия Прилуцкого к лику святых часовня была заменена деревянной церковью. В «вологодское разоренье» 1612 года деревянная церковь Димитрия Прилуцкого сгорела.
Наиболее раннее упоминание о деревянной церкви встречается в окладной книге 1618 года Вологодского архиерейского дома. В начале XVII века в комплекс церкви Димитрия Прилуцкого входила церковь в честь ярославских чудотворцев князя Феодора, Давида и Константина, которая упоминается в писцовой книге 1627 года.
Описание церкви в Переписной книге Вологды 1646 года выглядит следующим образом: «Церковь преподобнаго Димитрея Прилуцкого чудотворца древяна на каменное дело о пяти верхах, другая церковь благоверных князей Федора и чад его Давыда и Констянтина Смоленских и Ярославских чюдотворцов древяна клецки».
В 1651 году ярославскими зодчими Борисом Назаровым и Панкратом Тимофеевым был построен каменный холодный храм Димитрия Прилуцкого. По-видимому, это первый каменный храм города, возведённый после Софийского собора (1568—1570). Предположительно, в 1710—1711 году к северной стене этого здания пристроили тёплую каменную придельную церковь во имя святого князя Феодора и его чад Давида и Константина — ярославских чудотворцев, а с северо-запада — колокольню. В 1750 году придел разобрали и на средства купца Афанасия Алексеевича Рыбникова построили отдельную тёплую церковь, соединив её с колокольней. Главный престол этой церкви освятили во имя Всех Святых. В 1781 (по другим данным в 1779) году на средства купца Максима Ивановича Рыбникова к западной стене церкви Дмитрия Прилуцкого была пристроена паперть с приделом преподобного Максима Исповедника, ризница и лестница-всход.
Во время эпидемии холеры в Вологде в 1830—1831 году в город были перенесены иконы Успения Божией Матери из Семигородней пустыни и Божией Матери Страстной-Семистрельной из Иоанно-Богословской Тошненской церкви, которые некоторое время находились в Димитриевских церквях. В память избавления от холеры с этих икон были сделаны списки, а престол церкви Всех Святых освятили заново в честь Семигородней иконы Успения Богородицы.

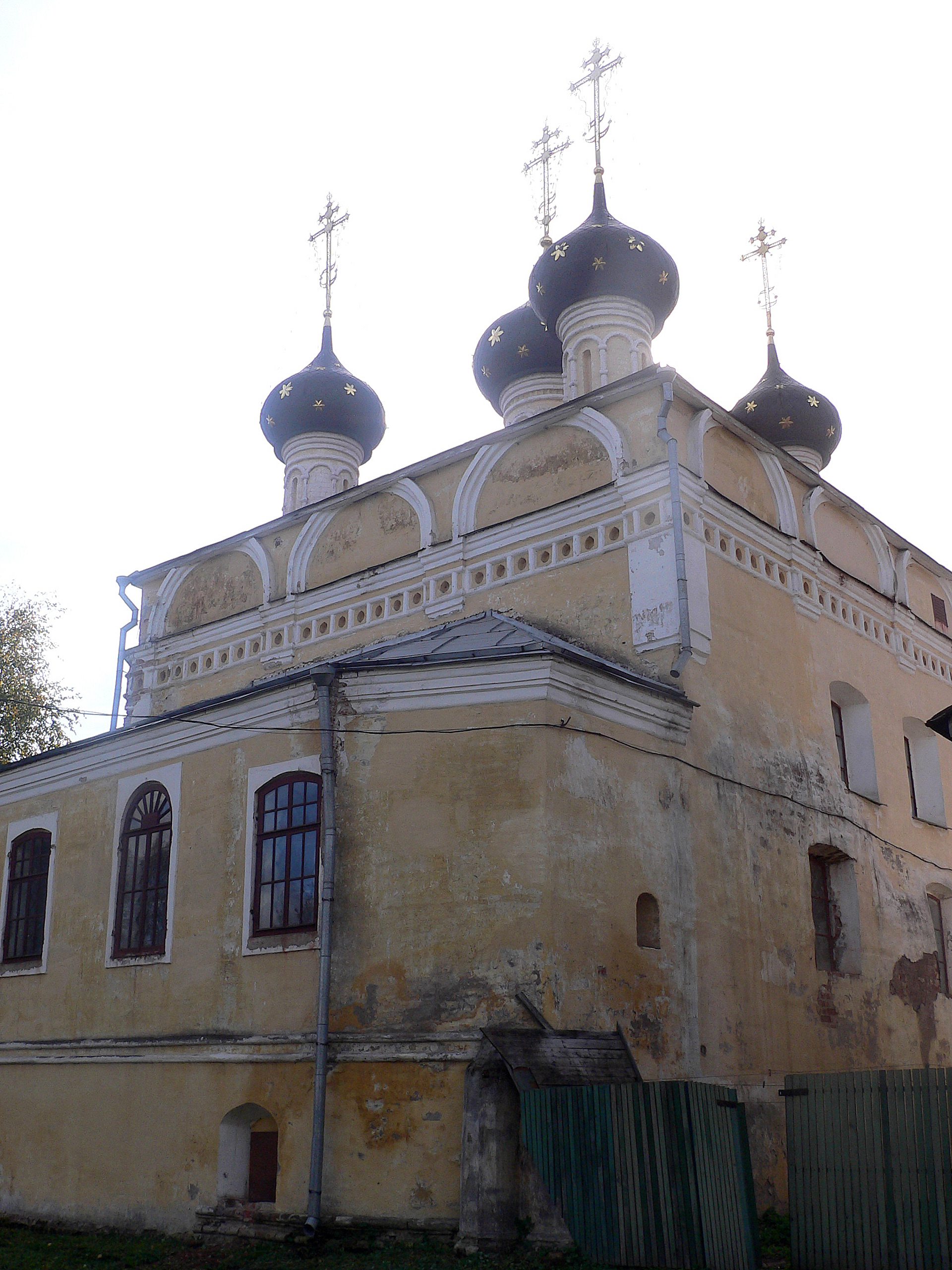
Апсида церкви Дмитрия Прилуцкого

В 1930 году храм был закрыт и занят складом. С 1999 года возвращён верующим и действует как архиерейское подворье.

## Архитектура
Холодная церковь Димитрия Прилуцкого представляет собой пятиглавый четырёхстолпный храм на подклете, увенчанный маленькими широко расставленными главами. Декор фасада представлен лопатками на углах, поясом с круглыми нишками и ширинками, закомарами и аркатурой на барабанах. По своей архитектуре и декору церковь близка к ярославским памятникам середины XVII века за исключением обходной галереи, которая здесь отсутствует.
Тёплая Успенская церковь представляет собой низкий прямоугольный в плане объём, сильно вытянутый в длину, типичный для северных зимних храмов. Здание сохранило свой первоначальный вид с двухъярусной главкой и двумя апсидами, образованными алтарями основного храма и придела. Декор фасадов состоит из простых пилястр и карнизов с зубчиками.

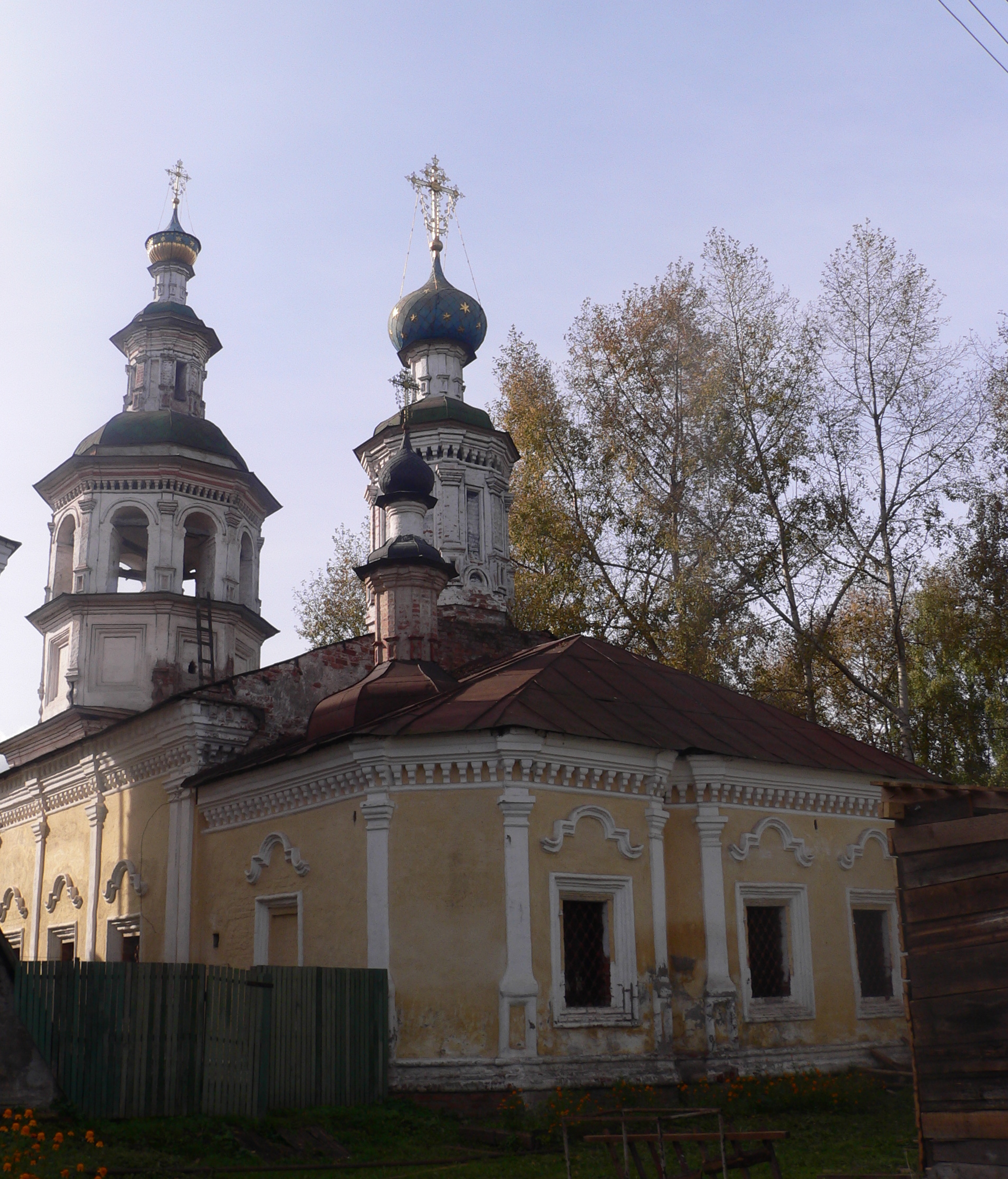
Апсиды Успенской церкви

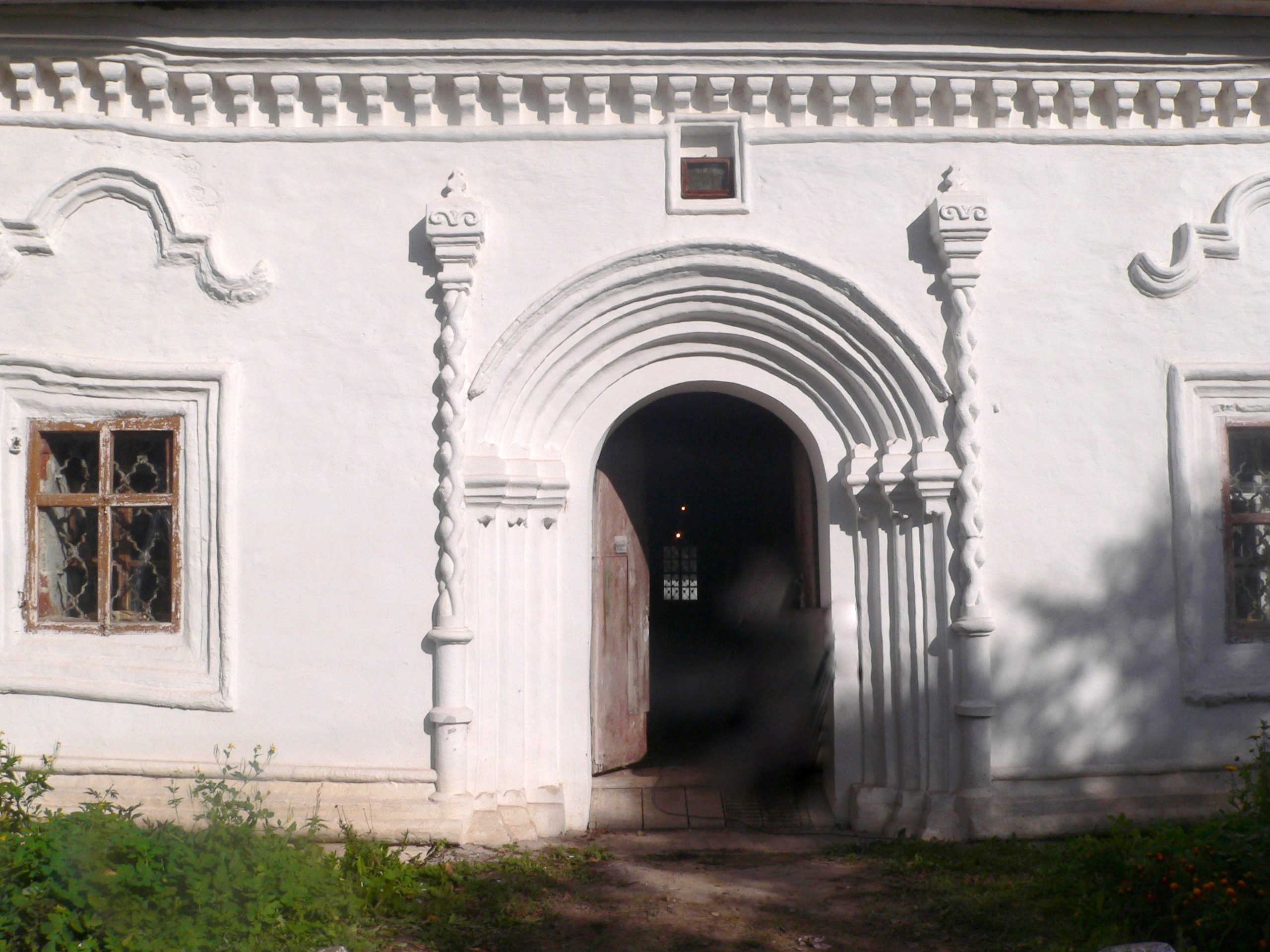
Портал Успенской церкви

Колокольня примыкает с тёплому храму с западной стороны. Её вертикальная композиция представлена четвериком, служащим папертью, двумя восьмериками, поставленными друг на друга, и главкой. Декор выполнен в виде спаренных плоских пилястр, зубчатых карнизов и наличников окон с бровками, характерными для первой трети XVIII века. Перспективный портал и крупные ширинки под арками звона восходят к более древним образцам древнерусского зодчества.

## Стенные росписи
Холодная церковь Димитрия Прилуцкого была расписана в фресковой технике в 1721 году. Роспись церкви создана под влиянием ярославских образцов стенной росписи, библии Пискатора и выполнена в стиле барокко. Существует предположение, что во главе артели стенописцев работал Фёдор Фёдоров (также существует мнение, что им мог быть и Фёдор Игнатьев), расписывавший церковь Благовещения в Ярославле. Сюжеты росписи взяты из Ветхого и Нового Завета. В среднем ряду стен расположены сцены из жития Димитрия Прилуцкого.
От ярославских образцов отличается фреска «Страшный суд» на западной стене. Кроме таких самобытных деталей, как змей, выползающий изо рта апокалиптического зверя, дьявол с зажатым в руках Иудой со вздыбленными волосами, муки блудниц и прочих, роспись церкви имеет колористические отличия от ярославской живописи (ярко-красный клубок огня в аду).
Сюжеты росписи на куполах и сводах преимущественно повторяют роспись церкви Иоанна Предтечи в Рощенье. Исключение составляют композиции «Сусанна со старцами», «Суд над Христом» и «Богоматерь — живоносный источник», которые появляются здесь впервые по отношению к Предтеченской церкви. Стиль росписи характеризуется экспрессией, проявляющейся в изломанности фигур и принадлежностью к стилю барокко, проявляющимся в пренебрежении законами тектоники и связью с архитектурой, а также появлением реалистичности в изображении пейзажа и зданий.
|  |  |  |  |  |  |  |  |  |

## Иконостас и иконы

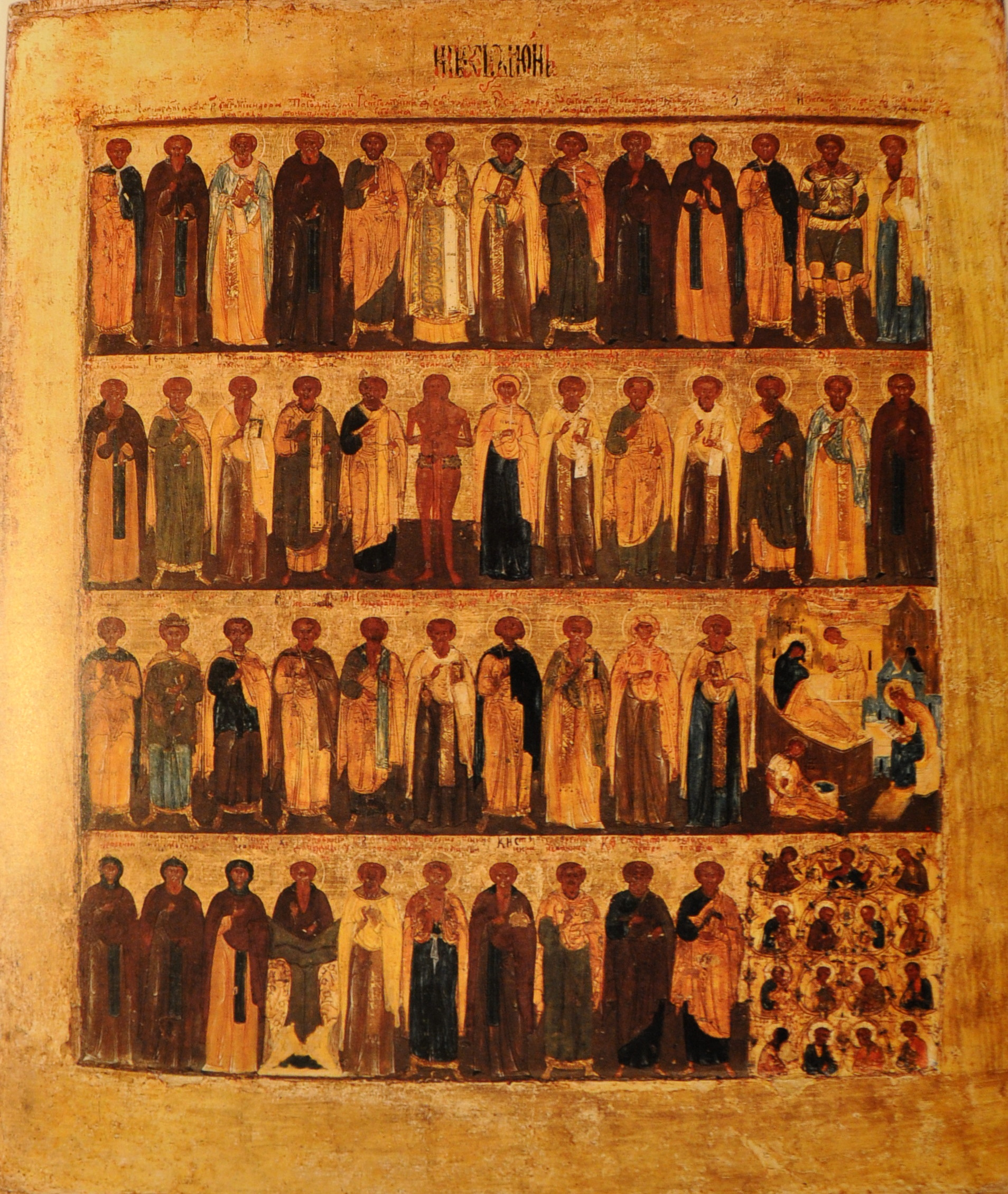
Икона минейная Июнь. Конец XVI века.

В церкви Димитрия Прилуцкого сохранился барочный иконостас с сенью (без икон). Его богатую, затейливую резьбу и «чистые формы» отметил искусствовед начала XX века Г. К. Лукомский.
Из церкви Димитрия Прилуцкого происходят одиннадцать минейных икон конца XVI века, не имеющие аналогов по полноте, количеству представленных северных святых и мастерству исполнения.
Иконостас придела Максима Исповедника написан одним из выдающихся устюжских живописцев XVIII века Алексеем Васильевым Колмогоровым (ок. 1743—1780). В написанных для храма иконах наиболее полно выразилось мастерство этого живописца. Вологодские солепромышленники и купцы Рыбниковы, вкладчики храма Димитрия Прилуцкого, находились в родстве с одной из ветвей Колмогоровых, которые проживали в XVIII веке в приходе церкви. Также из церкви происходит икона последней трети XVIII века «Ярославские чудотворцы князья Феодор, Давид и Константин и преподобный Максим Исповедник». Иконы находятся в Вологодском музее-заповеднике (ВГИАХМЗ).
|                                       |  |                                             |  |                          |  |                                          |
| Св. великомученица Екатерина. ВГИАХМЗ |  | Архангел Михаил, попирающий сатану. ВГИАХМЗ |  | Жены-мироносицы. ВГИАХМЗ |  | Усекновение главы св. Екатерины. ВГИАХМЗ |